# Минна фон Барнхельм
«Минна фон Барнхельм, или Солдатское счастье» (нем. Minna von Barnhelm oder das Soldatenglück) — пьеса немецкого драматурга Готхольда Эфраима Лессинга, написанная в 1764 году, опубликованная и поставленная на сцене в 1767 году.

## Сюжет
Действие пьесы происходит в Берлине в 1763 году, вскоре после окончания Семилетней войны. Главные герои — майор фон Тельхейм и Минна фон Барнхельм, которые давно любят друг друга. Они хотели пожениться сразу после заключения мирного договора, но майора увольняют из армии, заподозрив во взяточничестве, и ему грозит суд. Теперь Тельхейм, потерявший всё, уверен, что не может стать мужем Минны. Та, чтобы удержать его, рассказывает, будто лишена наследства и теперь тоже ничего не имеет. Тельхейм соглашается жениться на ней, но вскоре узнаёт, что проведено беспристрастное расследование по его делу; он полностью оправдан и восстановлен в чине.
Теперь Минна решает проучить жениха. Она заявляет, что не имеет права претендовать на руку Тельхейма. Тот соглашается отказаться от чина и денег ради равенства с любимой, и только после этого Минна рассказывает ему всю правду. Действие пьесы заканчивается накануне свадьбы.

## Создание и восприятие
Лессинг задумал «Минну фон Барнхельм» в 1763 году. В основном пьеса была написана в 1764 году в Бреславле, но дописал её драматург только зимой 1766/67 года. Весной 1767 года она была опубликована в составе первого тома «Комедий». 30 сентября 1767 года в Гамбурге состоялась театральная премьера. «Минна фон Барнхельм» получила известность позже, благодаря лейпцигской и берлинской постановкам.
Литературовед Н. Вильмонт характеризует «Минну фон Барнхельм» как «первую немецкую национальную пьесу, реалистическую в каждом повороте действия и в каждом действующем лице».